# 아쇼트 다니엘리얀
아쇼트 다니엘리얀 (1974년 4월 11일 ~ )은 아르메니아의 전직 역도 선수이다.
다니엘리얀은 1999년과 2000년 유럽 역도 선수권 대회에서 금메달을 획득했다. 그는 1996년 하계 올림픽에서 13위를 했다.
그는 원래 2000년 하계 올림픽때 남자 최중량급에서 동메달을 획득했다. 그러나 그는 약물 검사에서 양성 반응을 보인후 실격 처리되었고 선수 자격 정지 징계를 받았다. 다니엘리얀은 1일전에 아르센 멜리키얀이 올림픽 메달을 획득한후, 아르메니아 공화국에서 2번째 올림픽 역도 메달리스트가 되었다.
그는 2003년 유럽 역도 선수권 대회에서 은메달을 획득했고 2004년 하계 올림픽에 출전했지만 대회 도중에 기권했다.
2006년 유럽 역도 선수권 대회에서 2위를 한후, 그는 은퇴했다.